# Partido Comunista de Galicia
El Partido Comunista de Galicia (PCG) constituye la organización gallega del Partido Comunista de España. Forma parte de Esquerda Unida-Izquierda Unida.
Tiene cómo única lengua oficial el gallego, su himno es La Internacional y su órgano de expresión es A Voz do Pobo (La Voz del Pueblo), publicado desde agosto de 1969. Sus juventudes se organizan en la Xuventude Comunista.

## Historia
El PCG se constituyó en 1968, en un congreso en el exilio, que tuvo lugar en París, como sección gallega del PCE. Ya el PCE había sido el principal partido de oposición al franquismo en Galicia y el PCG mantuvo esa hegemonía, pero ya contestada por los partidos nacionalistas de izquierda y también por otros partidos de izquierdas escindidos del propio PCE. Su primer secretario general fue Santiago Álvarez, que ocupó el cargo hasta 1979. A pesar de existir desde 1969, el PCG no se inscribió en el registro de partidos políticos del Ministerio del Interior hasta 1986, coincidiendo con su integración en Esquerda Unida, la federación gallega de Izquierda Unida.
Al comienzo de la Transición el PCG gozó de cierta influencia en la vida política gallega, formando parte de la Taboa Democrática de Galicia. Su secretario general desde 1979, Anxo Guerreiro, fue uno de los integrantes de la Comisión de los 16, que redactó el estatuto de autonomía en 1981. En las primeras elecciones autonómicas, llevadas a cabo ese año, el PCG obtuvo un diputado, por la provincia de La Coruña, que ocupó su secretario general. Sin embargo, durante los primeros años de la década de 1980, el PCG sufrió las pugnas graves disensiones internas. En 1984, parte de sus miembros se integraron en el PSOE. Por otra parte, la pugna entre carrillistas y críticos que se llevaban a cabo a nivel nacional tuvo también su reflejo en la organización gallega. Guerreiro, perteneciente al sector crítico o renovador, fue desplazado de la secretaría general en 1983 por Julio Pérez de la Fuente, del sector fiel a Santiago Carrillo. Sin embargo, en 1985, Carrillo y sus seguidores, entre los que se encontraba Pérez de la Fuente, fueron expulsados del PCE en 1985. De esta forma, en las elecciones autonómicas de 1985, el PCG tuvo que competir con el partido que habían creado los partidarios del expulsado Santiago Carrillo, el Partido Comunista de Galicia - Marxista Revolucionario, dirigidos por el propio exsecretario general del PCG, Pérez de la Fuente, sin conseguir ninguno de ellos representación parlamentaria (al obtener cada uno de los partidos una cantidad de votos similar, 10.625 del PCG frente a 8.318 del PCG-MR). En 1986 fue uno de los fundadores de la entonces coalición Esquerda Unida, por lo que no ha vuelto a presentarse a ningún proceso electoral en solitario.
En 1997, la dirección de Esquerda Unida decidió presentarse a las elecciones autonómicas de ese año en coalición con el PSdeG-PSOE, una decisión que culminó con la desvinculación de EU de Izquierda Unida, al desautorizar esta dicho pacto. Este acuerdo fue rechazado por un sector de la coalición liderado por los dirigentes del PCG Carlos Dafonte y Manuel Peña-Rey, secretario general del PCG. Este grupo, apoyado por la dirección estatal, se presentó a las elecciones en solitario bajo la denominación Izquierda Unida. Tras la transformación del grupo coligado con los socialistas en Esquerda de Galicia, el grupo de Dafonte y Peña-Rey retomó la denominación Esquerda Unida.
En el XI Congreso realizado en 2006 se eligió como secretario general a Carlos Portomeñe.
En el XIII Congreso del PCG, celebrado en octubre de 2014, se eligió el nuevo Comité central, renovado en más de un 60%, y fue elegida Eva Solla nueva secretaria general. Eva Solla afronta una etapa al frente del partido que se espera que sea de crecimiento orgánico y en la que estarán “a la ofensiva” y en permanente diálogo con los movimientos sociales y obreros, ante lo que consideran el “agotamiento” del modelo  de la transición “heredero del postfranquismo” y en franca “descomposición”.

## Secretarios generales
- Santiago Álvarez (1968-1979)
- Rafael Pillado (1979)
- Anxo Guerreiro (1979-1983)
- Julio Pérez de la Fuente (1983-1985)
- Anxo Guerreiro (?-1995)[6]
- Manuel Peña-Rey (1995?-2000)
- Carlos Dafonte (2000-2002)
- Carlos Portomeñe (2002 - 2014)
- Eva Solla (2014-2022)
- Jorge Crego (2022-en el cargo)[7]

## Resultados electorales

### Generales
| Elecciones al Congreso de los Diputados Resultados del PCE en Galicia | Elecciones al Congreso de los Diputados Resultados del PCE en Galicia | Elecciones al Congreso de los Diputados Resultados del PCE en Galicia | Elecciones al Congreso de los Diputados Resultados del PCE en Galicia |
| Elecciones                                                            | Votos                                                                 | Porcentaje                                                            | Escaños                                                               |
| --------------------------------------------------------------------- | --------------------------------------------------------------------- | --------------------------------------------------------------------- | --------------------------------------------------------------------- |
| Elecciones generales de 1977                                          | 34.188                                                                | 3,03%                                                                 | 0                                                                     |
| Elecciones generales de 1979                                          | 42.594                                                                | 4,16%                                                                 | 0                                                                     |
| Elecciones generales de 1982                                          | 20.108                                                                | 1,55%                                                                 | 0                                                                     |

Desde 1986, el PCG no concurre a elecciones, ya que se integró en Esquerda Unida.

### Autonómicas
| Elecciones al Parlamento de Galicia Resultados del PCG | Elecciones al Parlamento de Galicia Resultados del PCG | Elecciones al Parlamento de Galicia Resultados del PCG | Elecciones al Parlamento de Galicia Resultados del PCG |
| Elecciones                                             | Votos                                                  | Porcentaje                                             | Escaños                                                |
| ------------------------------------------------------ | ------------------------------------------------------ | ------------------------------------------------------ | ------------------------------------------------------ |
| Elecciones autonómicas de 1981                         | 32.623                                                 | 2,87%                                                  | 1 (Anxo Guerreiro)                                     |
| Elecciones autonómicas de 1985                         | 10.635                                                 | 0,84%                                                  | 0                                                      |

Desde 1986, el PCG no concurre a elecciones, ya que se integró en Esquerda Unida.